# Шапел Рабле
Шапел Рабле (фр. Chapelle-Rablais) је насељено место у Француској у региону Париски регион, у департману Сена и Марна.
По подацима из 2011. године у општини је живело 962 становника, а густина насељености је износила 62,31 становника/km².

## Демографија
| 1962. | 1968. | 1975. | 1982. | 1990. | 2011. |
| ----- | ----- | ----- | ----- | ----- | ----- |
| 324   | 294   | 342   | 492   | 755   | 962   |